# Olavius avitatus
Olavius avitatus är en ringmaskart som beskrevs av Erséus 2003. Olavius avitatus ingår i släktet Olavius och familjen glattmaskar. Inga underarter finns listade i Catalogue of Life.